# Nagykanizsai SK
Nagykanizsai SK, pełna nazwa Tuxera-Aquaprofit Nagykanizsai Sakk Klub – węgierski klub szachowy z siedzibą w Nagykanizsy, wielokrotny mistrz kraju.

## Historia
W 1990 roku klub awansował do Nemzeti Bajnokság I. W 1999 roku zespół, wówczas pod nazwą Nagykanizsai TSK, zdobył pierwszy medal w mistrzostwach kraju. W 2006 roku podpisano umowę sponsorską z przedsiębiorstwem Aquaprofit Zrt. Wówczas to szachistką klubu została Judit Polgár. W 2007 roku po raz pierwszy szachiści klubu zdobyli mistrzostwo Węgier. Zespół zajął także 10 miejsce w Klubowym Pucharze Europy. W 2008 roku zawodnikiem zespołu ogłoszono Viswanathana Ananda. W sezonie 2010/2011 drużyna ustaliła w mistrzostwach kraju rekord punktowy na poziomie 97,5 punktu.

## Osiągnięcia
- Klubowy Puchar Europy: 10 miejsce (2007)[2]
- Nemzeti Bajnokság I: mistrzostwo (2007, 2009, 2010, 2011, 2012, 2013, 2014, 2015, 2016, 2017, 2018, 2019, 2020, 2022)[3]